# Attica (Nueva York)
Attica es un pueblo ubicado en el condado de Wyoming en el estado estadounidense de Nueva York. En el año 2000 tenía una población de 6028 habitantes y una densidad poblacional de 65 personas por km².

## Geografía
Attica se encuentra ubicado en las coordenadas 42°51′45″N 78°17′3″O / 42.86250, -78.28417.

## Demografía
Según la Oficina del Censo en 2000 los ingresos medios por hogar en la localidad eran de $44 877, y los ingresos medios por familia eran $49 375. Los hombres tenían unos ingresos medios de $32 060 frente a los $22 220 para las mujeres. La renta per cápita para la localidad era de $17 817. Alrededor del 6.3% de la población estaban por debajo del umbral de pobreza.